# Wii MotionPlus

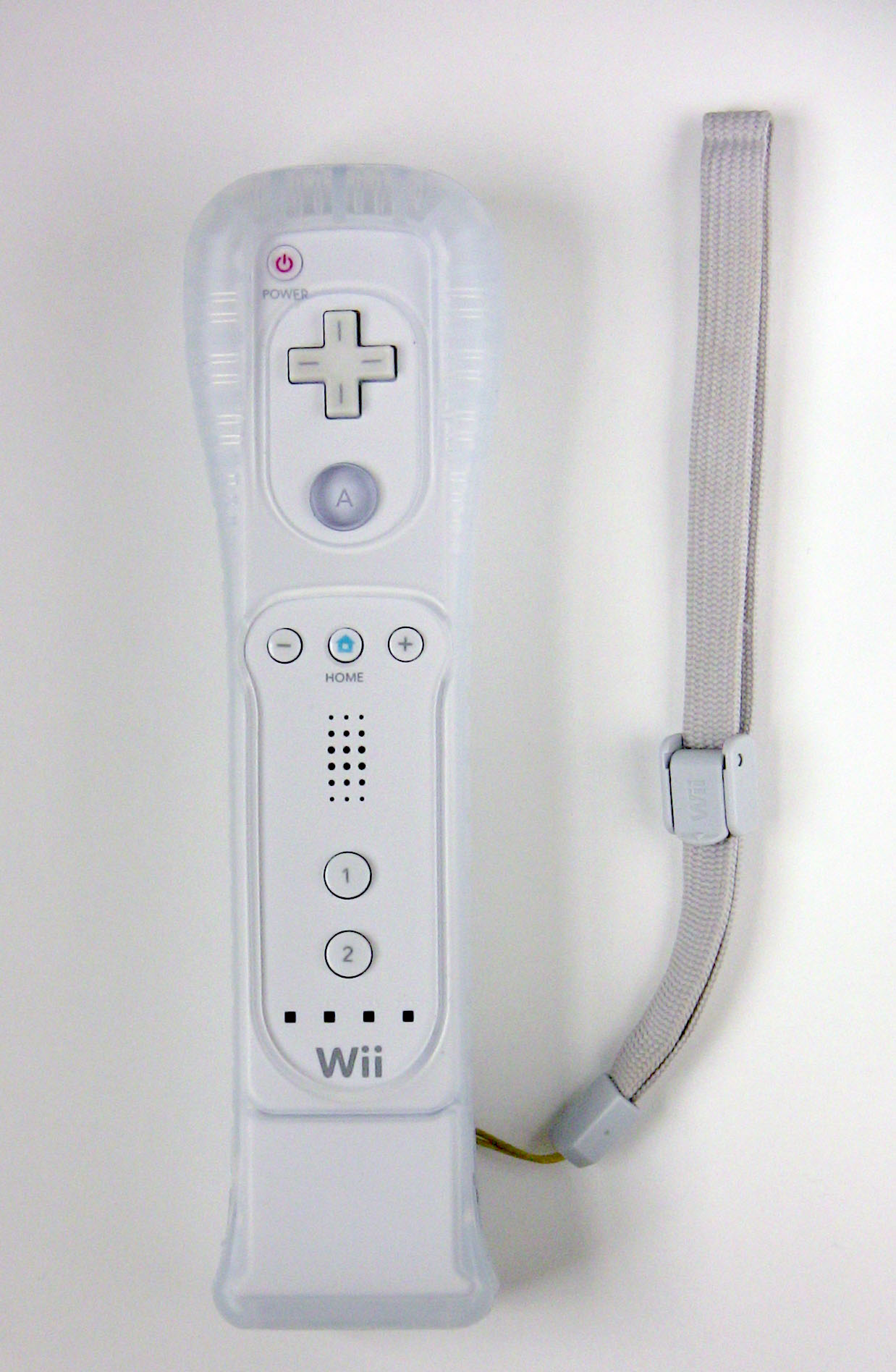
Wii met MotionPlus

De Wii MotionPlus is een accessoire voor de Nintendo Wii, uitgebracht in Europa op 12 juni 2009. Het accessoire is aan te sluiten op de achterzijde van de Wii-afstandsbediening. Het blokje zorgt ervoor dat de bewegingen die gemaakt worden met de afstandsbediening realistischer en in een betere verhouding op het scherm worden weergeven dan met de Wii-afstandsbediening op zichzelf.
Er is nu ook een nieuwe uitvoering van de originele Wii-afstandsbediening met de Wii MotionPlustechnologie ingebouwd.
De Wii MotionPlus werkt niet bij elk spel. Alleen spellen die hiervoor ontworpen zijn, zijn compatibel met de MotionPlus.
De volgende spellen werken met de Wii MotionPlus:
- Wii Sports Resort
- Tiger Woods PGA Tour 2010
- Grand Slam Tennis
- Virtual Tennis 2009
- Super Smasher
- Shaun White Snowboarding: World Stage
- Red Steel 2
- Gladiator A.D. (WiiWare)
- Kidz Sports - Crazy Minigolf
- Avatar - The Game
- The Legend of Zelda: Skyward Sword
- Food Network - Cook or be Cooked
- Academy Of Champions
- The Grinder
- Conduit 2
- FlingSmash
- Raving Rabbids - travel in time
- Nintendo Land

## Wii Remote Plus
De Wii Remote Plus ziet eruit als een normale Wii-afstandsbediening waarin de Wii MotionPlus is ingebouwd. De Wii Remote Plus is te herkennen aan de tekst Wii MotionPlus INSIDE onder aan de Wii Remote Plus.